# Gagea alexejana
Gagea alexejana  (лат.) — вид однодольных растений рода Гусиный лук (Gagea) семейства Лилейные (Liliaceae). Под текущим таксономическим названием описан российским ботаником Рудольфом Владимировичем Камелиным в 2001 году.
Вид назван в честь Алексея Ивановича Введенского — российского ботаника, известного по исследованию флоры Средней Азии.
Синонимичное название — Gagea alexeijana Kamelin, 1971 nom. nud..

## Распространение, описание
Эндемик Таджикистана, распространённый на глинистых участках южной части Гиссарского хребта. Описан с территории заповедника Рамит, с наклонного участка на высоте 1300 м.
Клубневой геофит. Растение высотой 12—18 см, растёт одиночно. Луковица диаметром 9—16 мм, покрыта светло-бурой чешуёй. Плод — коробочка.